# Снежетьская
Сне́жетьская — железнодорожная станция на линии Брянск — Орёл Московской железной дороги. Находится на территории Володарского района города Брянска, в посёлке Снежка.
Два пути из трёх электрифицированы, одна низкая платформа,  в хорошем состоянии. Асфальтовое покрытие новое, работает освещение. Третий путь заброшен и наполовину разобран.
Здание вокзала не эксплуатируется; технические службы станции находятся в другом здании, специально построенном для этих целей. Поезда объявляются диспетчером по громкой связи.
В 1980-е годы через станцию Снежетьскую планировалось провести железнодорожную линию Москва — Киев в обход Брянска (были построены однопутные линии; не эксплуатировались, в настоящее время демонтируются).
2 мая 2023 года в 19:47 на перегоне Снежетьская — Белые Берега произошло крушение грузового поезда из-за срабатывания взрывного устройства. Пострадавших не было. Сошли с рельсов локомотив и около 20 вагонов. Аналогичная диверсия днём ранее имела место на перегоне Унеча — Рассуха, также в Брянской области.

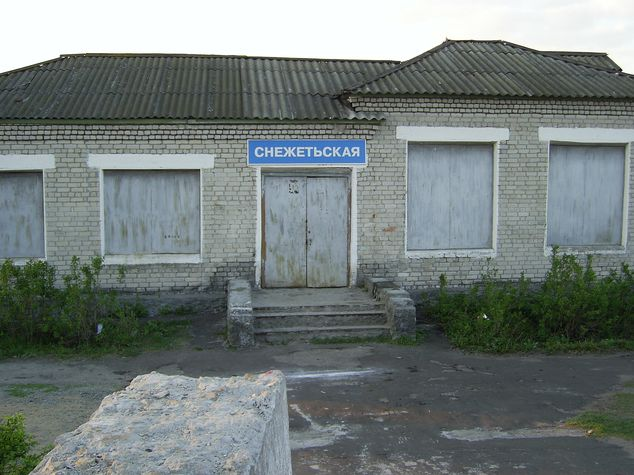
Старое здание вокзала станции Снежетьская